# Kaza
Kaza hay qadaa (tiếng Ả Rập: قضاء, qaḍāʾ, phát âm [qɑˈd̪ˤɑːʔ], số nhiều: أقضية, aqḍiyah, phát âm [ˈɑqd̪ˤijɑ]; tiếng Ottoman Turkish: kazâ) là cấp hành chính được dùng trong lịch sử tại Đế quốc Ottoman và hiện vẫn được dùng ở các quốc gia từng là một phần của đế quốc này. Thuật ngữ "kaza" bắt nguồn từ tiếng Thổ Nhĩ Kỳ Ottoman, tạm dịch là "quyền tài phán"; kaza thường được dịch là "quận", "tiểu quận" (mặc dù cũng áp dụng cho nahiye) hoặc "quận tài phán". Kaza là cấp hành chính thứ hai của Iraq và Liban (xem quận (Iraq) và quận (Liban)) và là cấp hành chính thứ ba của Jordan.
Ở Đế quốc Ottoman, kaza vốn nghĩa là một "khu vực địa lý chịu quyền pháp lý và hành chính của một kadı. Tanzimat (Cải cách) lần thứ nhất (1839) đã chuyển trách nhiệm hành chính từ kadı sang thủ hiến (kaymakam); kadı khi này đóng vai trò là thẩm phán luật Hồi giáo. Về sau cũng trong giai đoạn Tanzimat, kaza trở thành quận hành chính căn cứ theo Luật cải cách tỉnh 1864 (được thi hành sau vài thập niên). Kaza thống nhất quyền tài phán của kaymakam (do Bộ Nội vụ chỉ định), của bộ trưởng ngân khố và của thẩm phán (kadı) trong một đơn vị hành chính duy nhất. Đây là một phần nỗ lực của chính quyền trung ương nhằm tạo lập nền hành chính mang tính thống nhất và hợp lý khắp đế quốc.
Kaza đại khái tương đương với một thành phố và các làng mạc xung quanh thành phố đó. Đây là cấp dưới của sanjak. Kaza được phân thành các nahiye (do müdür cai trị) và các làng mạc (karye, do muhtar cai trị). Luật hành chính sửa đổi 1871 thiết lập natiye (vẫn do müdür đứng đầu) là cấp trung gian giữa kaza và làng.
Trước đây kaza vốn dĩ là cấp hành chính thứ hai của Syria; tuy nhiên sau này đổi tên thành mintaqah. Ban đầu Thổ Nhĩ Kỳ cũng dùng thuật ngữ kaza song đã đổi tên chúng thành ilçe ngay trong thập niên 1920.